# Niklas Göran

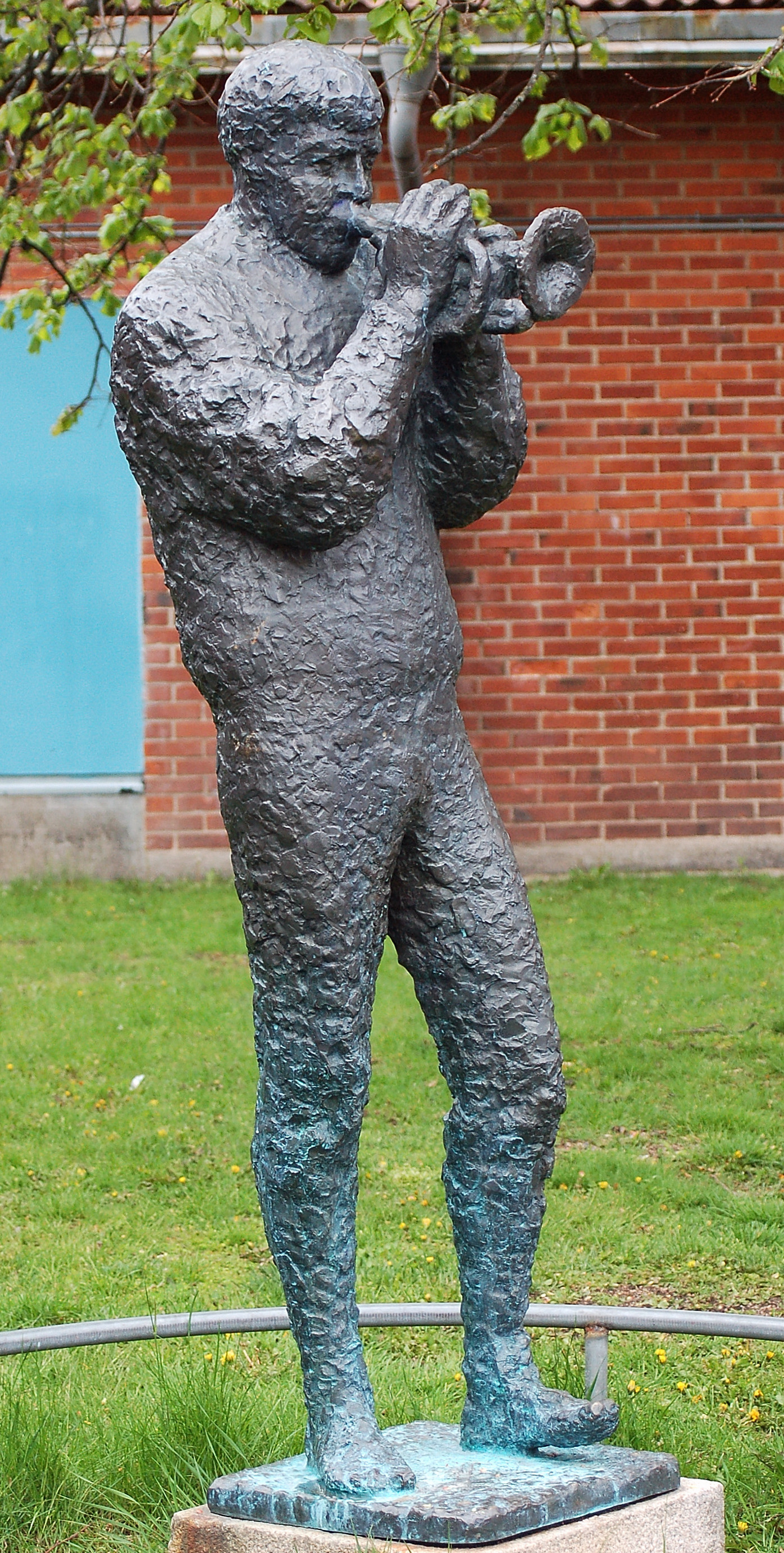
Ragtime av Niklas Göran utanför Norrstrandsskolan, Karlstad.

Anton Niklas Göran, född 25 juni 1913 i Arvika landsförsamling i Värmland, död 15 februari 2000 i Hällefors församling i Västmanland, var en svensk konstsmed, tecknare, grafiker och skulptör.

## Familj
Niklas Göran var son till konstsmeden Göran Göran och Mia Persson, sonson till Petter Andersson på Myra och från 1943 gift med konstnären Gerd Akre samt far till konstnären Malin Lager och morfar till konstnärerna Niklas Eneblom, Max Göran, Maria Lager och Johan Zetterquist.

## Biografi
Niklas Göran lärde sig konstsmide av sin farfar Petter Andersson på Myra 1926–1935, han studerade vid Konstakademins skulptör- och etsningsskolor 1946–1951. Därefter har han företagit studieresor till Frankrike och Italien 1951. Han har deltagit i Värmlands konstförenings Höstsalong sedan 1948, Åtta unga grafiker på De ungas salong i Stockholm 1948, Nordiska grafikunionen på Liljevalchs 1948 och i Helsingfors 1951 samt Fyra skulptörer i Stockholm 1950. Tillsammans med Arvid Knöppel ställde han ut på Galerie Binken i Stockholm 1950. Han har tilldelats Kimmansons stipendium 1956, Värmlands konstförenings stipendium 1957, Emil Bergs stipendium 1965 och Statens arbetsstipendium 1966–1967.
Bland hans offentliga arbeten märks ett flertal skulpturer och utsmyckningar i Karlstad, bland annat skulpturen Ragtime utanför Norrstrandsskolan 1962 och en väggutsmyckning i bostadsområdet Hemvägen 1967 och fasadskulpturen Full rulle i Sundsvall 1961.
Rackstadmuseet i Arvika anordnade en minnesutställning 2000, vid vilken hans maka Gerd Göran deltog.
Niklas Göran är representerad på Norrköpings konstmuseum, Moderna museet, Örebro läns landsting och Värmlands museum.